# 대구용천초등학교
대구용천초등학교(大邱龍川初等學校)는 대한민국 대구광역시 달서구에 있는 공립 초등학교이다.

## 연혁
- 2013-10-28 대구용천초등학교 신설계획 의결
- 2016-07-24 대구용천초등학교 교사 준공
- 2016-08-26 급식실 개소식 및 시식회
- 2016-09-01 대구용천초등학교 개교 (대구한샘, 한솔, 신월, 유천초등학교 학급 축소)
- 2016-09-01 초대 오순화 교장선생님 취임
- 2016-09-01 일반학급 18학급 편성, 전교생 419명(남 212명, 여 207명)